# مالكوم دونالد
مالكوم دونالد (بالإنجليزية: Malcolm Donald)‏ هو لاعب كرة قدم أمريكية أمريكي، ولد في 1877، وتوفي في 1949.